# Protonemura dakkii
Protonemura dakkii är en bäcksländeart som beskrevs av Vinçon och Murányi 2009. Protonemura dakkii ingår i släktet Protonemura och familjen kryssbäcksländor. Inga underarter finns listade i Catalogue of Life.